# Toby Alderweireld
Tobias „Toby“ Albertine Maurits Alderweireld (* 2. března 1989 Antverpy) je belgický profesionální fotbalista, který hraje na pozici středního obránce za belgický klub Royal Antwerp FC. Účastnil se Mistrovství světa 2014, 2018 a 2022 a EURA 2016 a 2020.

## Klubová kariéra

### Ajax

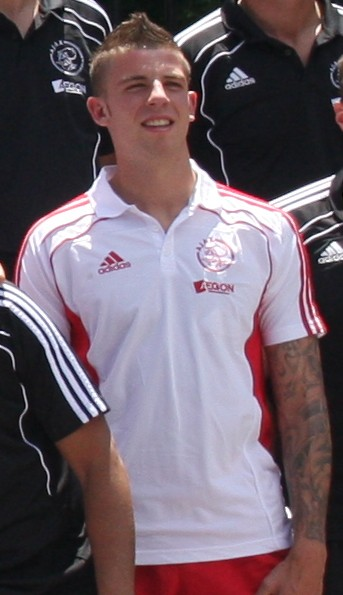
Toby Alderweireld (2011)

Alderweireld přestoupil do mládežnické akademie Ajaxu v srpnu 2004 z belgického klubu Germinal Beerschot.
22. února 2007 podepsal s klubem svoji první profesionální smlouvu platnou do 30. června 2010. Do A-mužstva povýšil v sezóně 2008/09, kdy odehrál pouze jediný zápas 18. ledna proti NEC Nijmegenu (4:2). 26. února 2009 debutoval v evropských pohárech, když při remíze 1:1 s italskou Fiorentinou v Poháru UEFA z pozice střídajícího hráče odehrál jednu minutu.
Od sezóny 2009/10 se, tehdy dvacetiletý, Alderweireld stal stálým členem základní sestavy Ajaxu, když po odchodu Thomase Vermaelena vytvořil spolu s Janem Vertonghenem novou stoperskou dvojici Ajaxu. Svůj první gól za Ajax vstřelil 30. srpna 2009 na půdě Heraclesu hlavičkou po rohovém kopu Luise Suáreze. Hned ve své první kompletní sezóně v „dospělém“ fotbale získal svoji první trofej, když Ajax zvítězil v holandském poháru. V této sezóně byl Alderweireld taktéž vyhlášen talentem roku Ajaxu.
Na tento úspěch on i klub navázali i v následujících sezónách. V posledním zápase skupin Ligy mistrů 2010/11 na San Siru proti AC Milán Alderweireld skóroval ohromující trefou z 23 metrů. Na tento gól navázal brankou z 29 metrů do sítě Feyenoordu v 19. kole Eredivisie 2010/11. Sezónu zakončil Ajax svým 30. titulem, když domácí ligu ovládl po dlouhých 7 letech.
Ve svých 29 startech v domácí lize v sezóně 2011/12 zaznamenal Alderweireld 1 branku, když se trefil již ve 2. kole při výhře Ajaxu nad Heerenvenem 5:1. V tomto ročníku dokázal Ajax obhájit titul z Eredivisie, když sezónu zakončil s náskokem 6 bodů na Feyenoord.
5. srpna 2012, během střetnutí o Johan Cruyff Schaal proti PSV, dokázal Alderweireld snížit ve 44. minutě na 1:2, ani to však nestačilo a Ajax nakonec Eindhovenu podlehl 2:4. I přes tuto prohru byla sezóna 2012/13 úspěšná. Alderweireld během 33 utkání v Eredivisie vstřelil 2 branky a získal s Ajaxem 3. titul v řadě.
Po sezóně 2012/13 se Alderweireld rozhodl neprodloužit smlouvu, která mu měla končit po sezóně 2013/14. Mezi největší zájemce o belgického stopera se řadili Bayer Leverkusen, Liverpool, Neapol a Norwich City.
Alderweireldovi byl připsán i titul ze sezóny 2013/14, jelikož ještě před přestupem do Atlética stihl odehrát 4 utkání v domácí lize.
Za Ajax Alderweireld odehrál celkem 186 utkání napříč všemi soutěžemi, ve kterých vstřelil 15 branek.

### Atlético Madrid
2. září 2013 se Alderweireld přesunul z Nizozemí do Španělska, kde podepsal čtyřletou smlouvu s madridským Atléticem.
Za Atlético odehrál jen 22 utkání napříč všemi soutěžemi. Svůj jediný gól v Primera División vstřelil v předposledním kole proti Málaze, čímž Atléticu zajistil setrvání v boji o titul. V posledním kole sezóny 2013/14 Atlético remizovalo s druhou Barcelonou a Alderweireld se tak spolu se svým týmem stal vítězem ligy.
Jeho posledním utkáním za Los Rojiblancos bylo finále Ligy Mistrů 2014, ve kterém Atlético podlehlo městskému rivalovi, Realu Madrid, 1:4 po prodloužení.

#### Southampton
1. září 2014 Alderweireld zamířil na hostování do Southamptonu. Za Saints debutoval 13. září, když pomohl udržet čisté konto při vítězství 4:0 proti Newcastlu United. 26. prosince vstřelil svůj první gól za klub, když při venkovní výhře 3:1 proti Crystal Palace skóroval hlavičkou po rohovém kopu Jamese Warda-Prowse.
Southampton podle smlouvy mohl uplatnit opci na přestup ve výši 6,8 milionu liber, tu však Atlético v červenci 2015 zrušilo, aby Alderweirelda prodalo za vyšší finanční obnos.

### Tottenham Hotspur
8. července 2015 přestoupil Alderweireld z Atlética do Tottenhamu, kde podepsal smlouvu do roku 2020 Ve Spurs se Alderweireld znovu setkal s bývalými spoluhráči z Ajaxu Janem Vertonghenem a Christianem Eriksenem, kteří do severolondýnského klubu z Ajaxu zamířili v letech 2012, respektive 2013.
Alderweireld za Tottenham debutoval 30. července proti výběru hvězd MLS v Denveru v Coloradu. První gól za Spurs vstřelil 26. září proti Manchesteru City.
V sezóně 2015/16 byl označován za jednoho z nejlepších obránců Premier League, když „na stoperu“ obnovil s Janem Vertonghenem jejich úspěšnou spolupráci z Ajaxu. Za svoje výkony v této sezóně si vysloužil místo v Týmu roku Premier League podle PFA.
V sezóně 2016/17 byl stálým členem základní sestavy do chvíle, kdy se v říjnu zranil v utkání proti West Bromwichi. Na hřiště se vrátil 7. prosince 2016 jako střídající v Lize Mistrů proti CSKA Moskva. V tomto ročníku byl členem členem statisticky nejlepší obrany v historii klubu, která obdržela pouze 26 gólu v 38 utkáních Premier League.
Další zranění přišlo 1. listopadu 2017 v utkání Ligy Mistrů proti Realu Madrid, kdy si poranil hamstring. Do sestavy se Alderweireld vrátil až 7. února 2018 v utkání FA Cupu proti Newport County. O dva týdny později ale utrpěl poranění šlachy v hamstringu, po kterém se vrátil až na konci sezóny 2017/18.

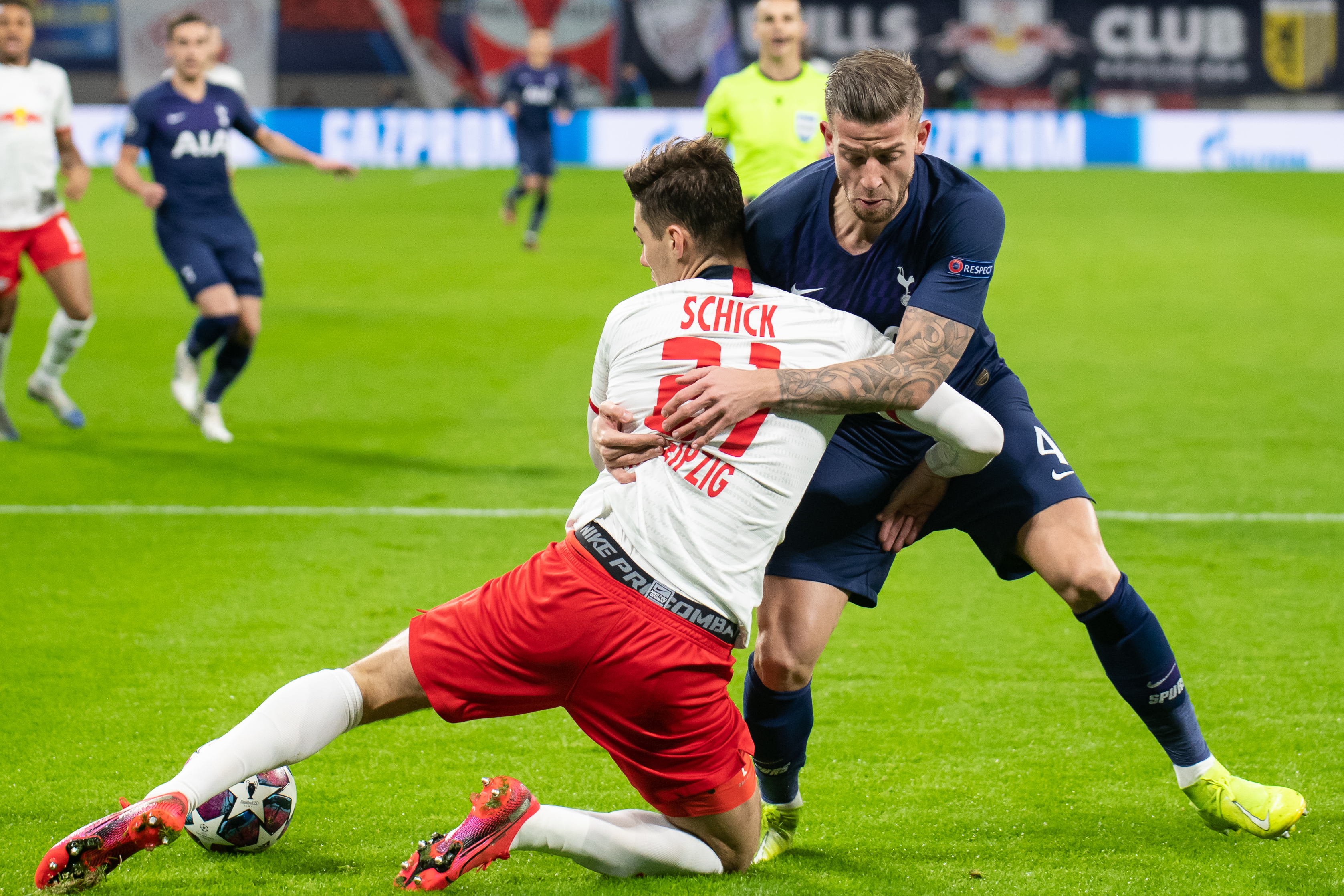
Toby Alderweireld v souboji s Patrikem Schickem v osmifinále Ligy Mistrů 2019/20.

Po sezóně plné zranění se v ročníku 2018/19 Alderweireld opět stal stabilním členem základní sestavy. Na konci této sezóny si Alderweireld zahrál své druhé finále Ligy Mistrů. Tottenham však v Madridu podlehl Liverpoolu 0:2.
V průběhu prosince 2019 Alderweireld ukončil spekulace ohledně jeho budoucnosti a podepsal s klubem smlouvu prodlužující spolupráce do roku 2023. Na půdě Aston Villy si 16. února 2020 dal hlavou vlastní gól a pomohl soupeři k vedení 1:0. Do poločasové přestávky svoji minelu napravil vyrovnávacím gólem, jeho prvním od května 2017. Tottenham vývoj utkání nakonec otočil a vyhrál 3:2. Ve 35. kole proti Arsenalu vstřelil svoji historicky 2. branku v North London derby, když si proti severolondýnskému rivalovi připsal vítězný gól.
2. ledna 2021 vstřelil Alderweireld proti Leeds svůj poslední gól za Tottenham. Svoje poslední, dvousté, utkání v Premier League odehrál 23. května 2021 proti Leicesteru. V nejvyšší anglické soutěži zaznamenal celkem 9 branek (8 za Spurs a 1 za Saints).

### Al-Duhail
27. července 2021 přestoupil Alderweireld z Tottenhamu do celku Qatar Stars League Al-Duhail SC. Ve své jediné sezóně v Kataru odehrál 29 zápasů, vstřelil 1 gól a vyhrál Emir of Qatar Cup.

### Royal Antwerp
Před sezónou 2022/23 se Alderweireld přesunul do rodných Antverp, kde podepsal smlouvu na 3 roky a stal se kapitánem klubu. 30. dubna 2023 Alderweireld vyhrál Belgický pohár a o měsíc později, 4. června, vstřelil v čase 93:33 posledního utkání sezóny proti Genku branku na 2:2, díky které jeho tým získal první ligový titul po 66 letech. 30. srpna pomohl Antverpám k prvnímu postupu do základní skupiny Ligy Mistrů v historii klubu.
18. listopadu 2024 Alderweireld oznámil, že po sezóně 2024/25 ukončí kariéru profesionálního fotbalisty.

## Reprezentační kariéra
Alderweireld působil téměř ve všech mládežnických reprezentacích Belgie včetně výběru do 21 let.

### A-mužstvo

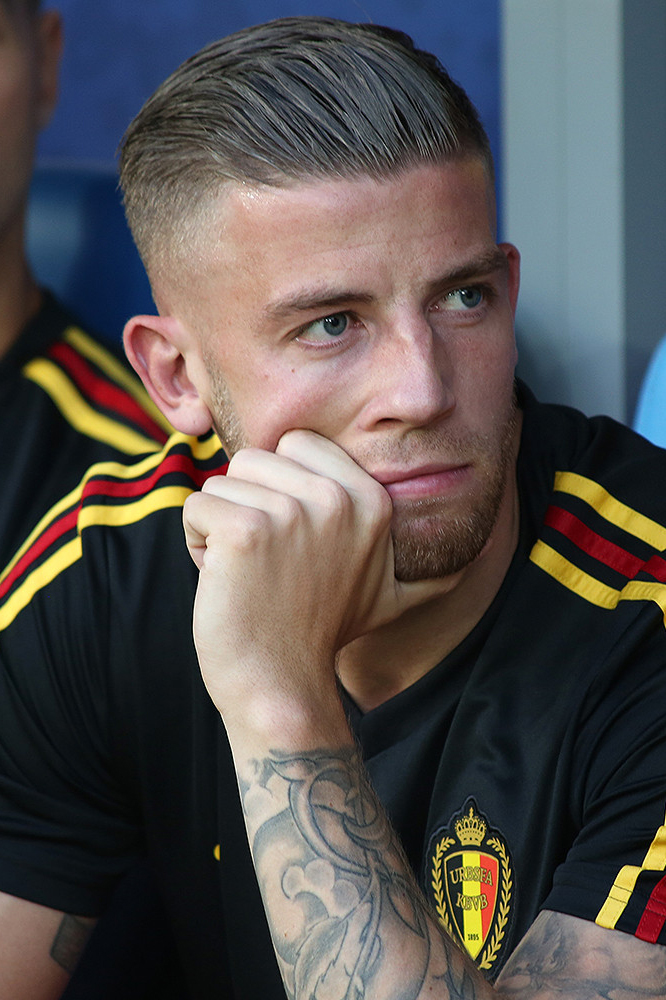
Toby Alderweireld během MS 2018

V A-mužstvu Belgie debutoval 29. května 2009 v utkání na japonském turnaji Kirin Cup proti národnímu týmu Chile. Nastoupil v základní sestavě a odehrál kompletní počet minut, Belgie remizovala 1:1.
6. února 2013 nastoupil v základní sestavě v Bruggách proti hostujícímu Slovensku, Belgie zvítězila 2:1 gólem Driese Mertense z 90. minuty. Alderweireld odehrál kompletní zápas. 22. března 2013 nastoupil v kvalifikačním zápase ve Skopje proti domácí Makedonii, který skončil vítězstvím Belgie 2:0. Absolvoval i domácí kvalifikační utkání na MS 2014 26. března proti stejnému soupeři, Belgie zvítězila 1:0.
První branku v dresu belgického národního týmu vstřelil 19. listopadu 2013 v přátelském utkání v Bruselu proti Japonsku, ale pouze korigoval stav na konečných 2:3 pro asijský celek.
Trenér Marc Wilmots jej vzal na Mistrovství světa 2014 v Brazílii, kam Belgie suverénně postoupila z prvního místa evropské kvalifikační skupiny A. Se šampionátem se Belgie rozloučila čtvrtfinálovou porážkou 0:1 s Argentinou.
Marc Wilmots jej nominoval i na EURO 2016 ve Francii, kde byli Belgičané vyřazeni ve čtvrtfinále Walesem po porážce 1:3. Alderweireld nastoupil ve všech pěti zápasech svého mužstva na šampionátu a v utkání v Toulouse proti Maďarsku (výhra 4:0) vstřelil vítězný gól.
O dva roky později, na mistrovství světa 2018, získal bronzovou medaili, když Belgie v boji o 3. místo zdolala Anglii 2:0. V tomto utkání předvedl Alderweireld vynikající obranný zákrok, když skluzem vykopl Dierovu střelu do prázdné brány.
8. září 2020 odehrál při výhře 5:1 nad Islandem 100. utkání za reprezentaci.
Na EURU 2020 Belgie zvítězila ve skupině, ve čtvrtfinále však nestačila na pozdější vítěze z Itálie. Alderweireld na turnaji nastoupil ve 4 utkáních, když vynechal pouze zápas ve skupině proti Finsku.
Na mistrovství světa 2022 odehrál všechna 3 utkání ve skupině, ze které se ale Belgii nepodařilo postoupit do vyřazovacích bojů.
Svoji reprezentační kariéru Alderweireld uzavřel v březnu 2023.

### Reprezentační góly
Góly Tobyho Alderweirelda za A-mužstvo Belgie
| 010                  | 19. 11. 2013 | Stadion krále Baudouina, Brusel, Belgie          | Japonsko            | 02:30(79.) | 2:3 | přátelský zápas          |
| 02                   | 26. 6. 2016  | Stadium municipal de Toulouse, Toulouse, Francie | Maďarsko            | 00:10(10.) | 0:4 | EURO 2016                |
| 030                  | 7. 10. 2016  | Stadion krále Baudouina, Brusel, Belgie          | Bosna a Hercegovina | 03:00(60.) | 4:0 | Kvalifikace na MS 2018   |
| 040                  | 9. 9. 2019   | Hampden Park, Glasgow, Skotsko                   | Skotsko             | 00:30(32.) | 0:4 | Kvalifikace na EURO 2020 |
| 050                  | 10. 10. 2019 | Stadion krále Baudouina, Brusel, Belgie          | San Marino          | 05:00(43.) | 9:0 | Kvalifikace na EURO 2020 |
| Platí k 12. 12. 2024 |              |                                                  |                     |            |     |                          |

## Individuální úspěchy
- Talent roku Ajaxu Amsterdam – 2010
- AFC Ajax Club of 100 – 2013
- Tým roku Premier League podle PFA – 2015/16[26]
- Tým roku Evropské Ligy UEFA – 2015/16
- Hráč roku Tottenhamu Hotspur – 2015/16
- Belgická zlatá kopačka – 2023
- Belgický gól roku – 2023